# (79149) Kajigamori
(79149) Kajigamori est un astéroïde de la ceinture principale.

## Description
(79149) Kajigamori est un astéroïde de la ceinture principale. Il fut découvert le 27 octobre 1992 à Geisei par Tsutomu Seki. Il présente une orbite caractérisée par un demi-grand axe de 2,28 UA, une excentricité de 0,23 et une inclinaison de 1,6° par rapport à l'écliptique.

## Compléments